# Baumwipfelpfad Steigerwald
Der Baumwipfelpfad Steigerwald ist ein 1152 m langer Lehr- und Baumwipfelpfad zwischen Ebrach und Breitbach im oberfränkischen Landkreis Bamberg und wurde nach Plänen des Schönberger Architekten Josef Stöger errichtet.

## Geographie
Der Baumwipfelpfad liegt im südwestlichen Bereich des Waldgebiets Der Hohe Buchene Wald im Ebracher Forst des gemeindefreien Gebiets Ebracher Forst im Naturpark Steigerwald in einer Höhenlage von etwa 410 m ü. NHN. Er ist direkt über die südlich führende Bundesstraße 22 zu erreichen.

## Anlage
Der am 19. März 2016 eröffnete Baumwipfelpfad verläuft auf einer Länge von 1152 m und in einer Höhe über Grund von durchschnittlich 26 m durchgehend barrierefrei. Nach etwa zwei Dritteln des Pfades erreicht man einen sich nach oben öffnenden kelchförmigen überwiegend aus Holz errichteten Aussichtsturm. Der Pfad an der Außenseite des Turms ermöglicht es, barrierefrei den kreisförmigen Umgang auf oberster Ebene zu erreichen, auf dem man einen Rundumblick über die waldreiche Landschaft des Steigerwaldes hat.
Der Baumwipfelpfad ergänzt das „Steigerwald-Zentrum - Nachhaltigkeit erleben“ im benachbarten unterfränkischen Handthal als Erlebnis- und Bildungseinrichtung der Bayerischen Forstverwaltung.

## Öffnungszeiten
Der Baumwipfelpfad ist ganzjährig geöffnet, wobei die Öffnungszeiten untertags den Jahreszeiten angepasst werden.

## Bildergalerie

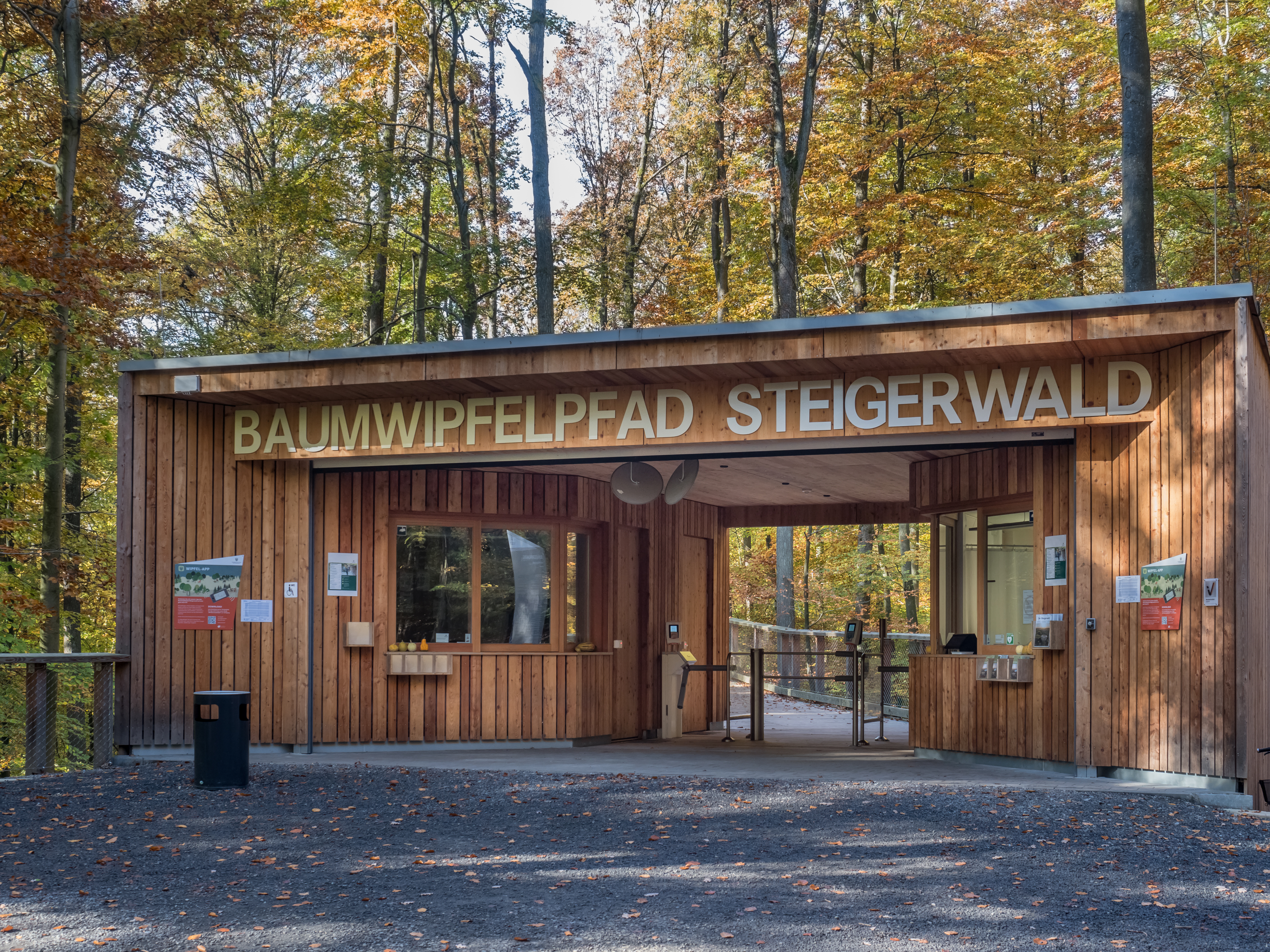
Eingangsgebäude
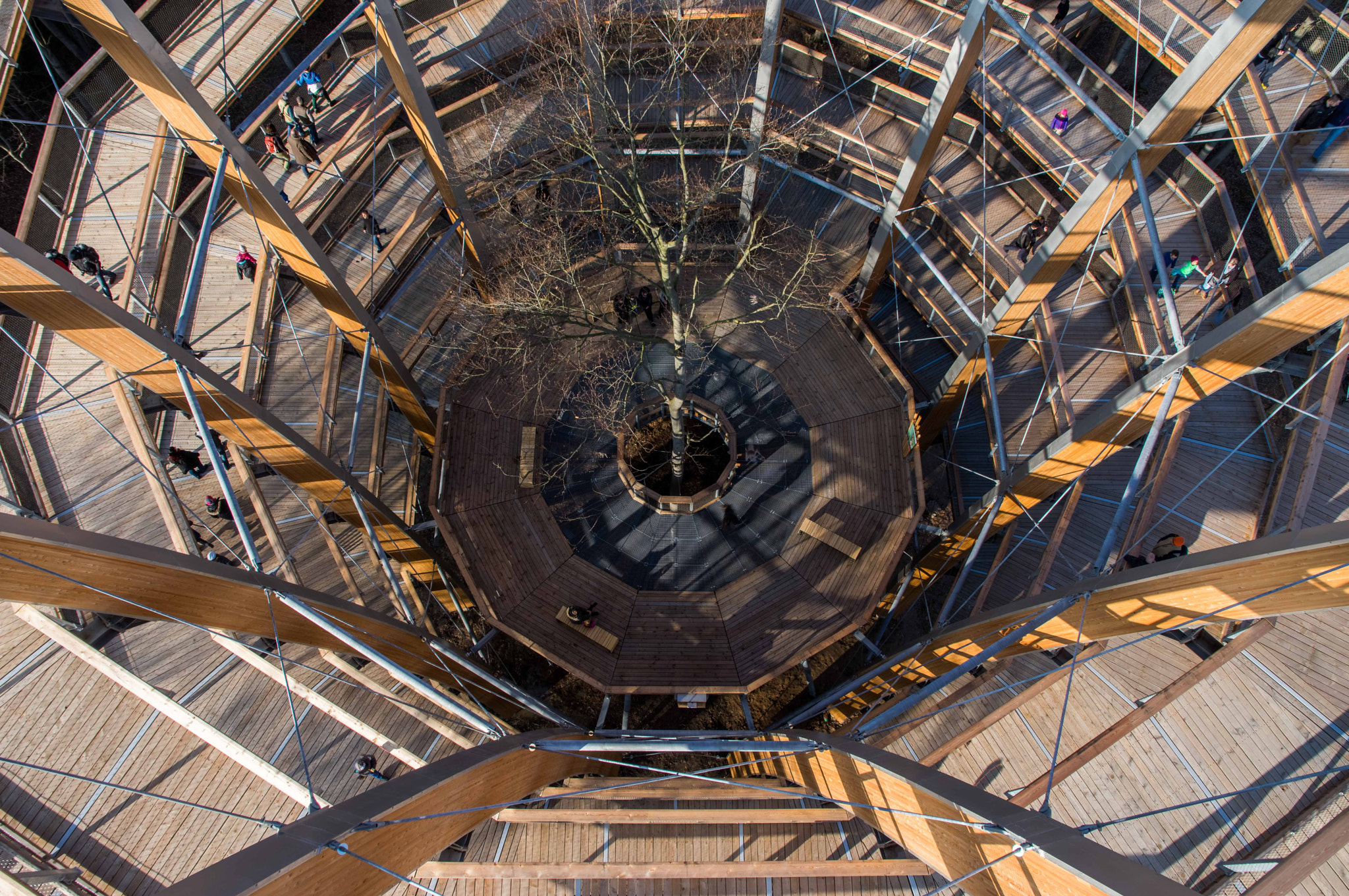
Aussichtsturm Blick von oben
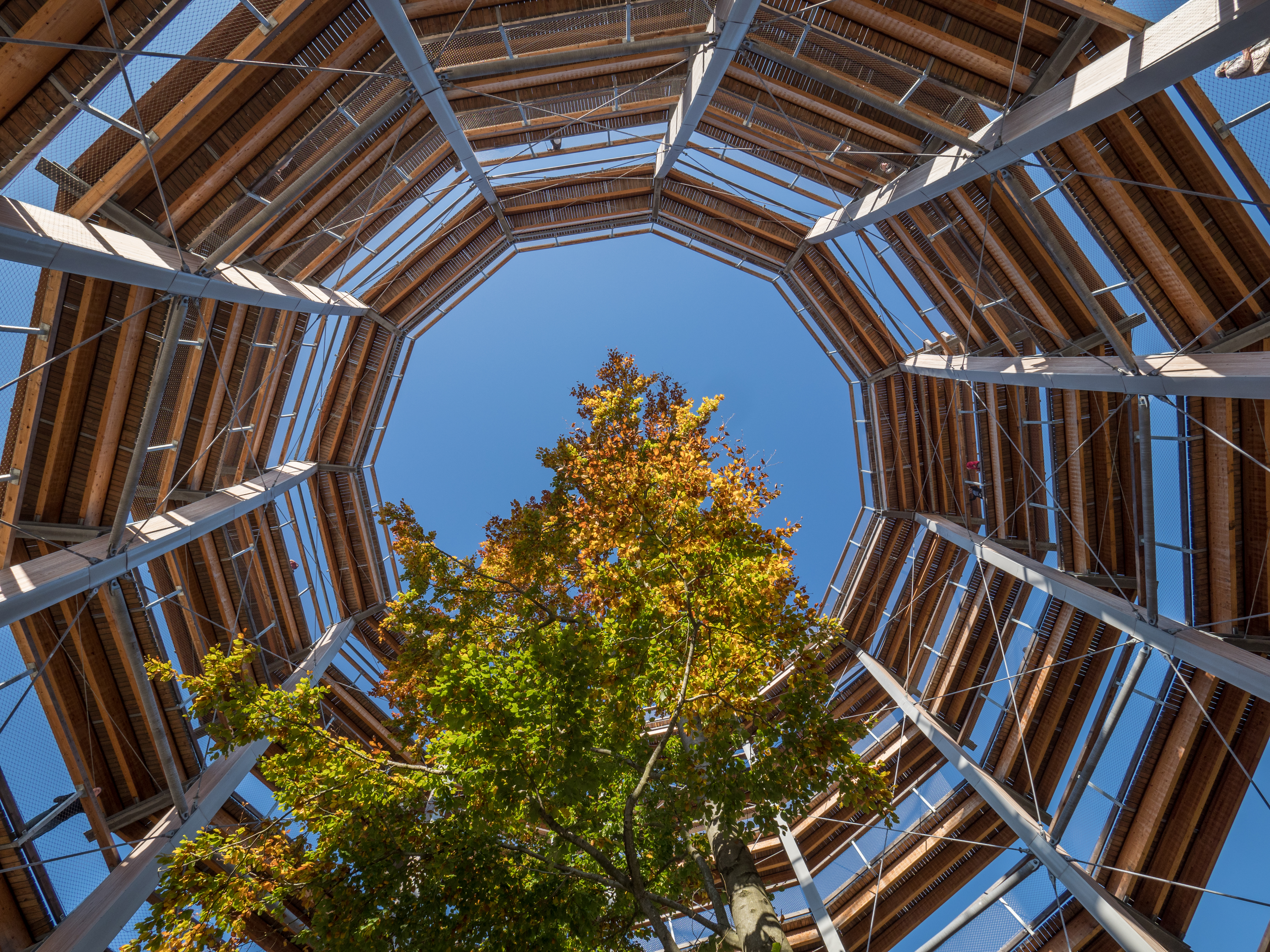
Aussichtsturm Innen
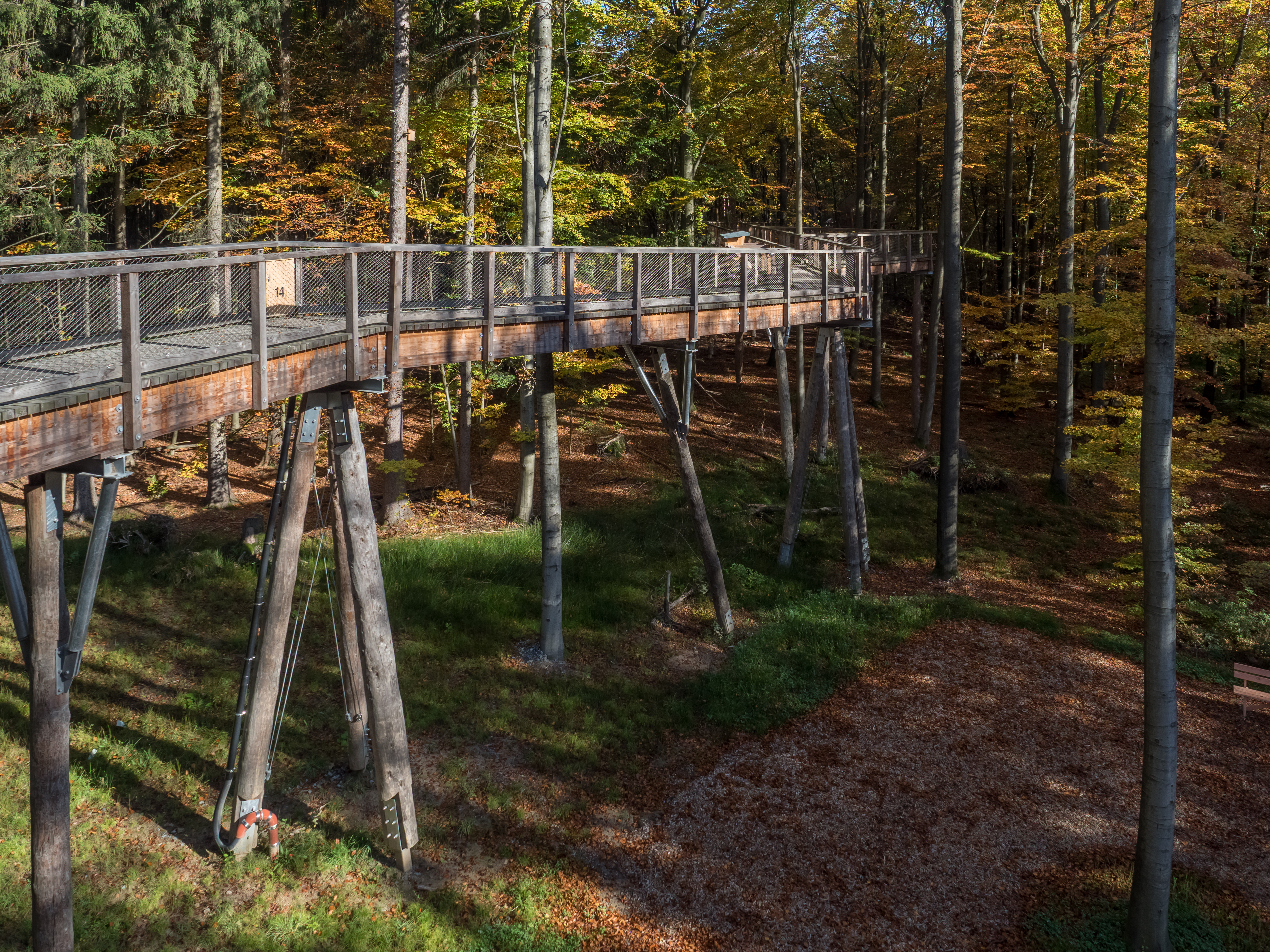
Pfad
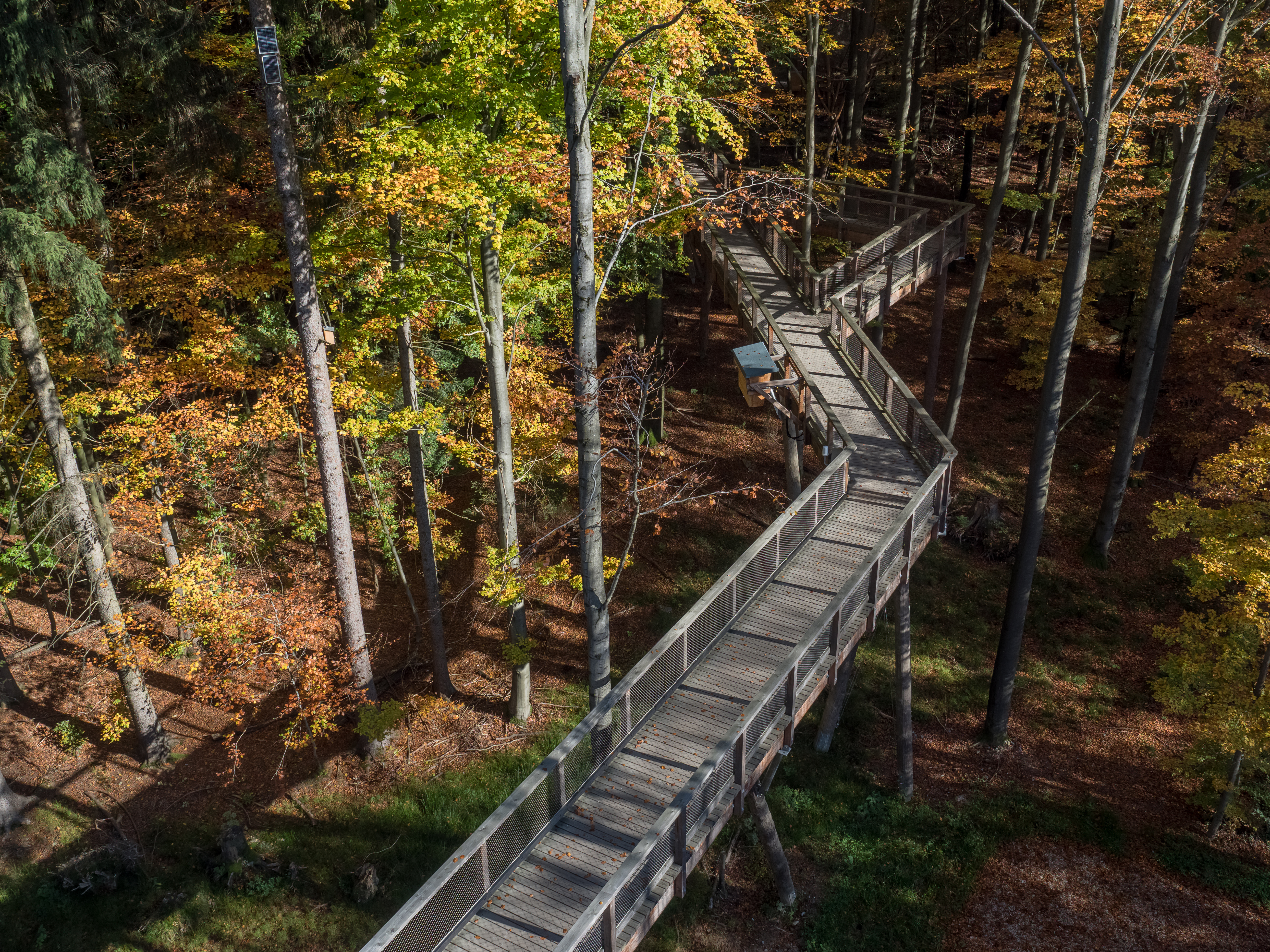
Pfad
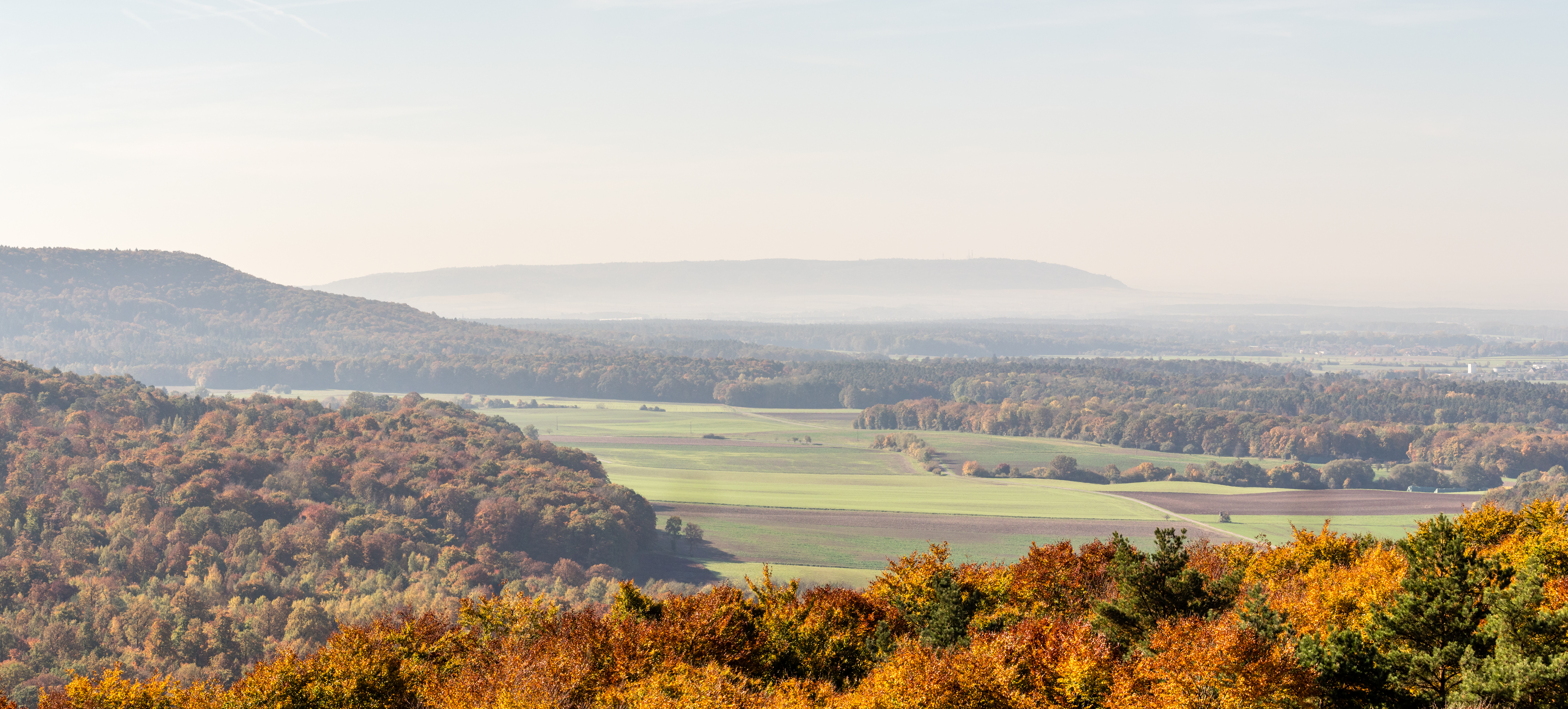
Blick vom Aussichtsturm